# 特定機能病院
特定機能病院（とくていきのうびょういん、英語: advanced treatment hospital）とは、1992年6月改正、1993年4月施行の医療法の第2次改正によって制度化された日本の医療機関の機能別区分のうちのひとつ。一般の病院などから紹介された高度先端医療行為を必要とする患者に対応する病院として厚生労働大臣の承認を受ける。
一般の病院としての設備に加えて集中治療室、無菌病室、医薬品情報管理室を備え、病床数400以上、16以上の診療科、来院患者の紹介率が30%以上であることを条件としている。診療報酬の優遇措置を受けられるほか、重症認定を受けている難病患者が特定機能病院で治療を受けた場合に発生する保険診療内の一部自己負担額は公費扱いとなる。
また、医科・歯科系の専門学会から認定された専門医・指導医も数多く在籍している。
2016年4月1日以降は、紹介状を持たない初診患者から選定療養費として5,000円（歯科は3,000円）以上の金額を徴収することが、特定機能病院の義務となった。

## 定義
医療法 第四条の二において、次のように定められている。

病院であって、次に掲げる要件に該当するものは、厚生労働大臣の承認を得て特定機能病院と称することができる。 
1. 高度の医療を提供する能力を有すること。
2. 高度の医療技術の開発及び評価を行う能力を有すること。
3. 高度の医療に関する研修を行わせる能力を有すること。
4. その診療科名中に、厚生労働省令の定めるところにより、厚生労働省令で定める診療科名を有すること。
5. 厚生労働省令で定める数以上の患者を入院させるための施設を有すること。
6. その有する人員が第二十二条の二の規定に基づく厚生労働省令で定める要件に適合するものであること。
7. 第二十一条第一項第二号から第八号まで及び第十号から第十二号まで並びに第二十二条の二第二号、第五号及び第六号に規定する施設を有すること。
8. その施設の構造設備が第二十一条第一項及び第二十二条の二の規定に基づく厚生労働省令並びに同項の規定に基づく都道府県の条例で定める要件に適合するものであること。

救急医療を提供することは義務付けられていない（救急医療の提供義務は地域医療支援病院）。

## 歴史
全国80の大学病院本院及び防衛医科大学校病院、国立がんセンター中央病院と国立循環器病センターの計82施設が承認されていたが、2006年3月27日には社会保障審議会医療分科会にて公立大学病院を除く自治体病院としては初めて大阪府立成人病センター（現：大阪国際がんセンター）が特定機能病院の承認を受けた。しかし一部の委員より、「承認の基準」や「制度の位置付け」が明確でないとの指摘が出され、当面の間、新たな承認は見合わせることとなっていた。
しかし2011年9月14日、社会保障審議会医療分科会における審議の結果、公益財団法人がん研究会有明病院が大学病院を除く民間病院として初めて特定機能病院に指定された。その後、2012年9月28日には国立国際医療研究センター病院が特定機能病院に承認して差し支えないとされた。2013年4月1日にも、静岡県立静岡がんセンターが特定機能病院に正式承認された。
2019年4月1日現在、86施設となっているが、今後は承認要件の見直しが行われる予定である。
東京女子医科大学病院は2002年、特定機能病院の取消を受けたが、2007年9月に再承認されている。また東京医科大学病院は2005年に特定機能病院の取消を受けたが、2009年2月28日に再承認されている。2015年6月、群馬大学医学部附属病院と東京女子医科大学病院の承認が取り消された（すべて医療事故が原因）。
2019年4月1日、群馬大学医学部附属病院は厚生労働省社会保障審議会（医療分科会）より、ガバナンス（管理運営）強化などを評価し、要件を満たすと判断したとみられ、特定機能病院の再承認となった。

## 特定機能病院の一覧

### 北海道地方
- 旭川医科大学病院：北海道旭川市緑が丘東2条1丁目1番1号
- 札幌医科大学附属病院：北海道札幌市中央区南1条西16丁目291番地
- 北海道大学病院：北海道札幌市北区北14条西5丁目

### 東北地方
- 弘前大学医学部附属病院：青森県弘前市大字本町53番地
- 岩手医科大学附属病院：岩手県紫波郡矢巾町医大通2丁目1番1号
- 東北大学病院：宮城県仙台市青葉区星陵町1番1号
- 秋田大学医学部附属病院：秋田県秋田市広面字蓮沼44番地2
- 山形大学医学部附属病院：山形県山形市飯田西2丁目2番2号
- 福島県立医科大学附属病院：福島県福島市光が丘1番地

### 関東地方
- 筑波大学附属病院：茨城県つくば市天久保二丁目1番地1
- 自治医科大学附属病院：栃木県下野市薬師寺3311番地1
- 獨協医科大学病院：栃木県下都賀郡壬生町大字北小林880番地
- 群馬大学医学部附属病院：群馬県前橋市昭和町三丁目39番15号
- 埼玉医科大学病院：埼玉県入間郡毛呂山町毛呂本郷38番地
- 防衛医科大学校病院：埼玉県所沢市並木三丁目2番
- 千葉大学医学部附属病院：千葉県千葉市中央区亥鼻一丁目8番1号
- 国立がん研究センター東病院：千葉県柏市柏の葉6丁目5番地1号
- がん研究会有明病院：東京都江東区有明三丁目8番31号
- 杏林大学医学部付属病院：東京都三鷹市新川六丁目20番2号
- 慶應義塾大学病院：東京都新宿区信濃町35番地
- 国立がん研究センター中央病院：東京都中央区築地五丁目1番1号
- 国立国際医療研究センター病院：東京都新宿区戸山一丁目21番1号
- 順天堂大学医学部附属順天堂医院：東京都文京区本郷三丁目1番3号
- 昭和大学病院：東京都品川区旗の台一丁目5番8号
- 聖路加国際病院：東京都中央区明石町9番1号
- 帝京大学医学部附属病院：東京都板橋区加賀二丁目11番1号
- 東京科学大学病院：東京都文京区湯島一丁目5番45号
- 東京医科大学病院：東京都新宿区西新宿6丁目7番1号
- 東京慈恵会医科大学附属病院：東京都港区西新橋三丁目19番18号
- 東京大学医学部附属病院：東京都文京区本郷七丁目3番1号
- 東邦大学医療センター大森病院：東京都大田区大森西六丁目11番1号
- 日本医科大学付属病院：東京都文京区千駄木一丁目1番5号
- 日本大学医学部附属板橋病院：東京都板橋区大谷口上町30番1号
- 北里大学病院：神奈川県相模原市南区北里一丁目15番1号
- 聖マリアンナ医科大学病院：神奈川県川崎市宮前区菅生二丁目16番1号
- 東海大学医学部付属病院：神奈川県伊勢原市下糟屋143番地
- 横浜市立大学附属病院：神奈川県横浜市金沢区福浦三丁目9番

### 北陸地方
- 新潟大学医歯学総合病院：新潟県新潟市中央区旭町通1番町754番地
- 富山大学附属病院：富山県富山市杉谷2630番地
- 金沢医科大学病院：石川県河北郡内灘町大学1丁目1番
- 金沢大学附属病院：石川県金沢市宝町13番地の1
- 福井大学医学部附属病院：福井県吉田郡永平寺町松岡下合月第23号3番地

### 中部地方
- 山梨大学医学部附属病院：山梨県中央市下河東1110番地
- 信州大学医学部附属病院：長野県松本市旭3丁目1番1号
- 岐阜大学医学部附属病院：岐阜県岐阜市柳戸1番1
- 静岡県立静岡がんセンター：静岡県長泉町下長窪1007番地
- 浜松医科大学医学部附属病院：静岡県浜松市中央区半田山1丁目20番1号
- 愛知医科大学病院：愛知県長久手市岩作雁又21番地
- 名古屋市立大学病院：愛知県名古屋市瑞穂区瑞穂町字川澄1番地
- 名古屋大学医学部附属病院：愛知県名古屋市昭和区鶴舞町65番地
- 藤田医科大学病院：愛知県豊明市沓掛町田楽ヶ窪1番地の98

### 近畿地方
- 滋賀医科大学医学部附属病院：滋賀県大津市瀬田月輪町
- 京都大学医学部附属病院：京都府京都市左京区聖護院川原町54番地
- 京都府立医科大学附属病院：京都府京都市上京区河原町通広小路上る梶井町465番地
- 大阪医科薬科大学病院：大阪府高槻市大学町2番7号
- 大阪公立大学医学部附属病院：大阪府大阪市阿倍野区旭町1丁目5番7号
- 大阪国際がんセンター（旧：大阪府立成人病センター）：大阪市中央区大手前3丁目1番69号
- 大阪大学医学部附属病院：大阪府吹田市山田丘2番15号
- 関西医科大学附属病院：大阪府枚方市新町2丁目3番1号（旧本院は附属滝井病院となった）
- 近畿大学病院：大阪府大阪狭山市大野東377番地の2
- 国立循環器病研究センター：大阪府吹田市岸部新町6番1号
- 神戸大学医学部附属病院：兵庫県神戸市中央区楠町7丁目5番2号
- 兵庫医科大学病院：兵庫県西宮市武庫川町1番1号
- 奈良県立医科大学附属病院：奈良県橿原市四条町840番地
- 和歌山県立医科大学附属病院：和歌山県和歌山市紀三井寺811番地の1
- 三重大学医学部附属病院：三重県津市江戸橋2丁目174番地

### 中国地方
- 鳥取大学医学部附属病院：鳥取県米子市西町36番地の1
- 島根大学医学部附属病院：島根県出雲市塩冶町89番地の1
- 岡山大学病院：岡山県岡山市北区鹿田町2丁目5番1号
- 川崎医科大学附属病院：岡山県倉敷市松島577番地
- 広島大学病院：広島県広島市南区霞1丁目2番3号
- 山口大学医学部附属病院：山口県宇部市南小串1丁目1番1号

### 四国地方
- 徳島大学病院：徳島県徳島市蔵本2丁目50番1号
- 香川大学医学部附属病院：香川県木田郡三木町大字池戸1750番地の1
- 愛媛大学医学部附属病院：愛媛県東温市志津川
- 高知大学医学部附属病院：高知県南国市岡豊町小蓮185番地の1

### 九州地方
- 九州大学病院：福岡県福岡市東区馬出3丁目1番1号
- 久留米大学病院：福岡県久留米市旭町67番地
- 産業医科大学病院：福岡県北九州市八幡西区医生ヶ丘1番1号
- 福岡大学病院：福岡県福岡市城南区七隈7丁目45番1号
- 佐賀大学医学部附属病院：佐賀県佐賀市鍋島5丁目1番1号
- 長崎大学病院：長崎県長崎市坂本1丁目7番1号
- 熊本大学病院：熊本県熊本市中央区本荘1丁目1番1号
- 大分大学医学部附属病院：大分県由布市挾間町医大ヶ丘1丁目1番地
- 宮崎大学医学部附属病院：宮崎県宮崎市清武町木原5200番地
- 鹿児島大学病院：鹿児島県鹿児島市桜ヶ丘8丁目35番1号

### 沖縄地方
- 琉球大学病院：沖縄県宜野湾市字喜友名1076番地[4]